# Marko Gudurić
Marko Gudurić (in serbo Марко Гудурић?; Priboj, 8 marzo 1995) è un cestista serbo.

## Carriera

### Club
Marko Guduric cresce nelle giovanili della Stella Rossa. Dal 2013 al 2015 milita nella società satellite, l'FMP Belgrado. Il 30 settembre 2015 firma un contratto di 4 anni con la Stella Rossa. Fin da subito fa valere il suo talento, trovando spazio sia in campionato che in Eurolega, il massimo campionato europeo di pallacanestro. Nonostante la giovane età, Marko contribuisce con le sue capacità a diverse vittorie, permettendo alla sua squadra di accedere alla fase Top 16 di Eurolega.

### Nazionale
Durante l'estate del 2015 partecipa con la Nazionale serba agli Europei Under 20 a Lignano Sabbiadoro, dove conquista la medaglia d'oro e il titolo di MVP della manifestazione, grazie a un'ottima prestazione in finale contro la Spagna.
Nel 2016 ha debuttato con la Nazionale maggiore serba.

## Statistiche

### NBA

#### Regular Season
| Anno      | Squadra           | PG | PT | MP   | TC%  | 3P%  | TL%  | RP  | AP  | PRP | SP  | PP  |
| --------- | ----------------- | -- | -- | ---- | ---- | ---- | ---- | --- | --- | --- | --- | --- |
| 2019-2020 | Memphis Grizzlies | 44 | 0  | 11,0 | 39,5 | 30,1 | 92,3 | 1,7 | 1,0 | 0,3 | 0,2 | 3,9 |
| Carriera  | Carriera          | 44 | 0  | 11,0 | 39,5 | 30,1 | 92,3 | 1,7 | 1,0 | 0,3 | 0,2 | 3,9 |

### Eurolega
| Anno       | Squadra      | PG  | PT  | MP   | TC%  | 3P%  | TL%  | RP  | AP  | PRP | SP  | PP   |
| ---------- | ------------ | --- | --- | ---- | ---- | ---- | ---- | --- | --- | --- | --- | ---- |
| 2015-2016  | Stella Rossa | 24  | 1   | 15,6 | 42,0 | 37,1 | 81,0 | 1,5 | 1,4 | 0,6 | 0,0 | 7,1  |
| 2016-2017  | Stella Rossa | 29  | 4   | 18,8 | 39,1 | 30,4 | 85,9 | 2,1 | 2,1 | 0,6 | 0,1 | 7,8  |
| 2017-2018  | Fenerbahçe   | 36  | 17  | 16,6 | 54,7 | 44,6 | 87,5 | 1,6 | 1,9 | 0,7 | 0,0 | 6,7  |
| 2018-2019  | Fenerbahçe   | 36  | 18  | 22,1 | 54,9 | 47,7 | 84,3 | 1,9 | 2,2 | 0,9 | 0,2 | 9,4  |
| 2020-2021  | Fenerbahçe   | 21  | 21  | 25,8 | 45,1 | 41,7 | 84,4 | 2,7 | 2,3 | 0,8 | 0,3 | 12,2 |
| 2021-2022  | Fenerbahçe   | 28  | 10  | 20,5 | 44,2 | 36,2 | 81,7 | 2,2 | 2,8 | 0,8 | 0,1 | 10,2 |
| 2022-2023  | Fenerbahçe   | 38  | 5   | 23,9 | 48,1 | 40,2 | 83,3 | 3,0 | 3,2 | 0,9 | 0,0 | 12,3 |
| 2023-2024  | Fenerbahçe   | 37  | 9   | 21,5 | 45,3 | 33,6 | 90,1 | 2,5 | 2,5 | 0,8 | 0,0 | 9,1  |
| 2024-2025† | Fenerbahçe   | 36  | 25  | 22,0 | 48,7 | 38,4 | 88,3 | 2,6 | 3,1 | 0,7 | 0,1 | 10,9 |
| Carriera   | Carriera     | 285 | 110 | 20,8 | 47,1 | 38,9 | 85,3 | 2,2 | 2,4 | 0,8 | 0,1 | 9,5  |

## Palmarès

### Competizioni Nazionali
- Campionato serbo: 2

Stella Rossa Belgrado: 2015-2016, 2016-2017
- Coppa di Serbia: 1

Stella Rossa Belgrado: 2017
- Lega Adriatica: 2

Stella Rossa Belgrado: 2015-2016, 2016-2017
- Campionato turco: 4

Fenerbahçe: 2017-2018, 2021-2022, 2023-2024, 2024-2025
- Coppa di Turchia: 3

Fenerbahçe: 2019, 2024, 2025
- Coppa del Presidente: 1

Fenerbahçe: 2017

### Competizioni internazionali
- Eurolega: 1

Fenerbahçe: 2024-25

### Individuale
- MVP Coppa di Serba: 1

Stella Rossa Belgrado: 2017